# Cortiçol-de-barriga-castanha
O cortiçol-de-barriga-castanha (Pterocles exustus) é uma espécie de ave da família Pteroclidae.
Esta é uma espécie de hábitos sedentários e nómadas, que se distribui ao longo de uma vasta área, abrangendo partes da África setentional e oriental e zonas do oeste e do sul da Ásia.